# Красный террор в Феодосии
Кра́сный терро́р в Феодо́сии — красный террор, проводившийся в Феодосии в 1917—1921 годах в периоды становления и господства Советской власти. Историки отдельно выделяют два особо сильных всплеска террора: первый — зимой 1917—1918 годов в первые месяцы после Октябрьской революции, второй — с ноября 1920 по конец 1921 годов, после окончания Гражданской войны на Юге России.

## Террор зимы 1917—1918 годов
Феодосия зимы 1917—1918 годов представляла собой оживлённую перевалочную базу — с демобилизующегося Кавказского фронта в порт Феодосии приходили транспорты полные демобилизованных солдат, которые уже отсюда отправлялись по всей бывшей Российской империи.
Памяти Барсова

Зверь зверем. С крученкой во рту.

За поясом два пистолета.

Был председателем «Совета»,

А раньше грузчиком в порту.

Когда матросы предлагали

Устроить к завтрашнему дню

Буржуев общую резню

И в город пушки направляли, —

Всем обращавшимся к нему

Он заявлял спокойно волю:

«Буржуй здесь мой, и никому

Чужим их резать не позволю».

Гроза прошла на этот раз:

В нём было чувство человечье —

Как стадо он буржуев пас:

Хранил, но стриг руно овечье.

Когда же вражеская рать

Сдавила юг в германских кольцах,

Он убежал. Потом опять

Вернулся в Крым при добровольцах.

Был арестован. Целый год

Сидел в тюрьме без обвиненья

И наскоро «внесён в расход»

За два часа до отступленья.
Максимилиан Волошин
25 августа 1919
Коктебель

### Установление советской власти в январе 1918 года
Установление советской власти в Феодосии шло по обычному для всех крымских городов сценарию: вошедшие в город национальные части крымских татар («эскадронцы»), верные Совету народных представителей (Крымское краевое правительство) попытались разоружить большевизированных демобилизованных солдат местного гарнизона; те, не желая разоружаться, устроили бунт — 2 (15) января 1918 года, перебив многих эскадронцев. Совет народных представителей послал в Феодосию дополнительные силы, для наведения порядка; сформированный 3 (16) января 1918 года Феодосийский ревком под председательством прапорщика большевика Ивана Федько обратился за помощью в Центральный комитет Черноморского флота.
На рейд Феодосии прибыли эсминцы «Фидониси», «Пронзительный», «Калиакрия» с отрядом революционных матросов на борту, под командованием анархиста А. В. Мокроусова, на побережье был высажен десант. Отряды эскадронцев отступили в глубь полуострова, а севастопольские матросы казнили попавших к ним в руки местных офицеров. Феодосийский ревком издал приказ № 3 предписывающий сообщать обо всех «лицах, ведущих антисоветскую агитацию», и прямо предписывавший расстреливать на месте всех «скрытых агентов контрреволюции», ведущих агитацию против советской власти. Одним из первых был казнён известный феодосийский домовладелец, генерал-майор Сергей Шелковников. Его совместно с шестью другими офицерами арестовали, заключили в тюрьму, а через несколько дней расстреляли.
Феодосийский совет, возглавляемый большевиком врачом С. В. Константиновым, занял умеренную позицию и дальнейшего избиения «контрреволюции» в Феодосии не было. Однако уже 26 января (8 февраля) 1918 года местные отряды красной гвардии под руководством И. Ф. Федько и А. В. Мокроусова сместили старый состав совета, как «соглашателей с буржуазией и саботажников».
Но и после этого дальнейшего террора в Феодосии не происходило, в чём жители Феодосии видели заслугу исключительно первого советского коменданта города большевика М. Ф. Барсова, который прямо заявил севастопольским революционерам: «Буржуи здесь мои и никому чужим их резать не позволю».

### Террор после декрета Совнаркома от 21 февраля 1918 года
К концу января 1918 года финансовая жизнь на полуострове пришла в полный упадок. Крымская казна была пуста. Рабочим, морякам флота и служащим было нечем платить заработную плату, не на что закупать продовольствие и прочее. Большевистские ревкомы, которым де-факто принадлежала власть, решили применить «контрибуции» — определённые и громадные суммы, которые в весьма ограниченный срок должны были вносить в пользу советов поименованные ими лица, отдельные социальные группы («буржуи»), целые административные единицы. Феодосийская буржуазия была обложена пятью миллионами рублей. Внести такую огромную сумму было физически невозможно. Тогда стали брать заложников, как гарантов исполнения контрибуции, из числа родственников тех, кто должен был её вносить. Невыполнение контрибуций послужило одним из поводов к бессудным расправам, произошедшим по всему Крыму в последней декаде февраля 1918 года.
Непосредственным толчком к новому витку террора послужил декрет Совета народных комиссаров «Социалистическое отечество в опасности!», от 21 февраля 1918 года в связи с началом германского наступления на Восточном фронте, разрушенном демобилизацией Русской армии. Декрет возвращал смертную казнь, отменённую II съездом Советов. Причём правом бессудного расстрела наделялись красногвардейцы. Вот характерные выдержки: «6) В эти батальоны должны быть включены все трудоспособные члены буржуазного класса, мужчины и женщины, под надзором красногвардейцев; сопротивляющихся — расстреливать.… 8) Неприятельские агенты, контрреволюционные агитаторы, германские шпионы расстреливаются на месте преступления». В дополнение к общему декрету, широко растиражированному советской печатью Крыма, Черноморскому Центрофлоту пришла отдельная телеграмма от члена коллегии народного комиссариата по морским делам Ф. Ф. Раскольникова, которая предписывала «искать заговорщиков среди морских офицеров и немедленно задавить эту гидру». Декрет и телеграмма упали на подготовленную почву.
В Феодосии революционные матросы произвели аресты «лиц, принадлежащих к буржуазному классу» и расстреляли «наиболее известных своей контрреволюционной деятельностью» и «буржуев, не внесших контрибуцию» из числа арестованных. Вошедшие в раж матросы даже попытались разогнать Феодосийский совет. В ходе взимания контрибуций были разорены многие дачи, в том числе помещение картинной галереи И. К. Айвазовского. Несколько его полотен были исколоты штыками, а некоторые проданы прямо на улице.

## Террор конца 1920—1921 годов

### Стихийный террор
Эвакуация из Феодосийского порта прошла самым неудачным образом в сравнении с иными пунктами крымской эвакуации. Не смог полностью погрузиться на суда даже Кубанский корпус, которому и предписывалось эвакуироваться из Феодосии — были оставлены 1-я Кубанская казачья дивизия и Терско-Астраханская бригада. В городе остались многие тысячи желающих эвакуироваться: отставшие от своих полков солдаты и офицеры Русской армии, отдельные батареи, роты и команды, тыловые учреждения, госпиталя, забитые ранеными и больными, семьи военнослужащих и чиновников. В частности, в плен попали Сырецкий госпиталь Красного Креста, 2-й армейский запасной батальон, тыловые части 52-го пехотного Виленского полка 13-й пехотной дивизии, до ста чинов Одесских пулемётных курсов, полевой эвакопункт N 16, Феодосийский армейский эвакопункт и другие части и учреждения.
14 ноября 1920 года в 10½ часов вечера в Феодосию вошли передовые части 3-го конного корпуса Красной армии. Ближе к полуночи, вслед за красной кавалерией, в город вошёл авангард 89-й бригады 30-й Иркутской дивизии — 265-й стрелковый полк А. П. Кононова. 15 ноября был образован Особый отдел ЧК при Феодосийском Военно-революционном комитете. Начальник особого отдела был назначен бывший феодосийский подпольщик А. С. Цвелёв. Утром 16 ноября 1920 года в город вошёл 78-й стрелковый полк под командованием Н. Д. Токмакова, являющийся авангардом 26-й и 27-й бригады 9-й стрелковой дивизии РККА Николая Куйбышева. По воспоминаниям Ивана Шевченко, адъютанта этого полка, 9-я дивизия взяла в плен в Феодосии 12 000 человек. 3-му конному корпусу сдалось «по договору о сохранении жизни» 3000 человек.
Террор начался сразу же по занятию красными города. Так, в ночь с 16 на 17 ноября 1920 года по приказу комиссара 9-й дивизии М. Лисовского на железнодорожном вокзале были расстреляны все находящиеся там раненные офицеры и солдаты команды выздоравливающих Виленского полка, всего около ста человек. Возможно, это была месть попавшему в плен противнику, так как 9-я дивизия красных неоднократно встречалась с Виленским полком на полях Северной Таврии. В первую же ночь было убито 420 человек.

### Организованный террор
16 ноября 1920 года был сформирован Военно-революционный комитет Феодосийского уезда, который разместился в гостинице «Астория». В тот же день приказом № 1 начальника гарнизона была объявлена регистрация всех бывших военнослужащих Русской армии. Пункт регистрации также разместился в «Астории». В тот же день по приказу № 6 Крымревкома председателем Феодосийского ВРК был назначен Жеребин, членами: Василий Шебакин, Аблямитов Умер и Степан Мавродиев.
17 ноября 1920 года в городе был вывешен приказ № 4 Крымревкома об обязательной регистрации в трёхдневный срок иностранцев, лиц прибывших в Крым в периоды отсутствия там советской власти, офицеров, чиновников и солдат армии Врангеля. По нему на регистрацию явилось более 4500 человек, которых первоначально не задерживали. Несмотря на слухи о массовых расстрелах в Симферополе и Керчи, появилась надежда на то, что большевики выполнят обещание об амнистии сдавшимся и рыцарском отношении к населению, данное 11 ноября 1920 года. Но через двое суток после окончания регистрации была объявлена перерегистрация. Всех явившихся немедленно арестовывали и под конвоем отправляли в пустующие казармы Виленского и Крымского полков, на дачу местного фабриканта-табачника Месаксуди и в бараки курских рабочих-железнодорожников, ушедших с белыми из Курска при отступлении осенью 1919 года, построенных специально для них на Феодосийском Карантине. Самих рабочих в ночь с 19 на 20 ноября 1920 года, вместе с жёнами и детьми, числом до 400 человек, выгнали из лагеря и расстреляли на мысе Святого Ильи из пулемётов. На месте бараков был организован концлагерь, в котором условия содержания были просто ужасающими — заключённые были настолько плотно набиты в казармы лагеря, что спать приходилось на полу помещений и во дворе на одном боку. Для того чтобы перевернуться на другой бок, переворачиваться приходилось всем рядом одновременно. Красноармейцы ОСНАЗ и чекисты систематически избивали и обирали заключённых, многие из которых лишились даже нижнего белья и нательных крестов. Расстрелы производились также прямо в казармах Виленского полка, также превращённых в концлагерь. В них одновременно содержалось до 500 бывших военнослужащих Русской армии. В конце декабря 1920 года там произошло несколько массовых расстрелов.
С самого начала пребывания в концлагере заключённых начали сортировать на две категории — на тех, кто служил исключительно белым, и тех, кто за время Гражданской войны был мобилизован и той, и другой противоборствующей стороной. «Чисто-белых» каждую ночь расстреливали из пулемётов на мысе Святого Ильи или за городским кладбищем. На мысе Святого Ильи трупы расстрелянных сваливали в три параллельно идущие балки (одна из них именуется Дурантевской). Места расстрелов охранялись осназовцами, которые отгоняли жителей и родственников расстрелянных, пытавшихся забрать тела для погребения. Известны случаи, когда людей связывали колючей или простой проволокой и топили за Чумной горой в море.
«Бело-красным» предлагалось вступить в Красную армию. Не согласившихся или не принятых по каким-либо причинам также расстреливали, а согласившихся отправляли в полевые лагеря особых отделов 6-й и 4-й красных армий под Бахчисараем, Джанкоем, Керчью и Симферополем, где их… тоже расстреливали, из-за нехватки продовольствия и солдат для их охраны.
Возможно, столь массовые и скорые расстрелы были связаны с тем, убийцы торопились — 9-я дивизия РККА покидала Феодосию в связи с переброской на Кавказ для борьбы с кубанскими повстанцами и передавала город 46-й стрелковой дивизии РККА. Когда 9-я дивизия РККА спустя всего лишь 15 дней покидала Феодосию, начальник её Особого отдела докладывал: «Из зарегистрированных и задержанных в Феодосии белогвардейцев в количестве приблизительного подсчета — 1100, расстреляно 1006. Отпущено 15 и отправлено на север 79 человек». И это только данные о работе особого отдела одной дивизии.
46-й дивизией командовал тот самый И. Ф. Федько, который был одним из организаторов красного террора зимы 1917—1918 годов. Исполнители казней — особый отдел дивизии (возглавляемый Зотовым, и его заместителем Островским, известным на юге своей крайней жестокостью), комендантские команды и батальон ОСНАЗ — были на 70 % укомплектованы эстонцами из недавно расформированной Эстонской стрелковой дивизии РККА. Феодосийский отдел ЧК, морской и дивизионный особые отделы разместились в Картинной галерее Айвазовского, отметив размещение пьяной оргией, во время которой штыками были исколоты три картины художника.
Расстрелы также производили на Карантине, Чумной и Лысой горах (где расположена телевышка). В Судаке расстрелы производились на горе Алчак. Трупы расстрелянных скидывали в старые генуэзские колодцы. После их полного заполнения заключённых стали выводить на работы в «копи», засветло заставляли рыть общие могилы, а затем с наступлением темноты расстреливали, предварительно обобрав до крестика.
Один из феодосийских большевиков, протестуя против массовых казней в письме в адрес ЦК РКП(б), так описал казнь 29 человек, больных, инвалидов, накануне положенных в госпиталь: 

Расстрел был осуществлён невероятно жестокими условиями: предназначенные к расстрелу предварительно раздевались донага и в таком виде отправлялись на место расстрела. Здесь, видимо, стрельба производилась прямо в толпу, многие из расстреливаемых оказывались не убитыми, а лишь легко раненными… те раненые, которых не добили по недосмотру, разбегались, расползались но окрестностям. Их появление в деревнях и на окраинах города производило жуткое впечатление на население… Их прятали, кормили, выхаживали. Затем начиналась цепная реакция расстрелов укрывателей…
Убийствами занимались не только расстрельные команды — бойцам конных отрядов в качестве учебного пособия был выдан «человеческий материал» на котором отрабатывались приёмы сабельного боя — выстраивая приговорённых к казни в шеренгу, они практиковались в рубке их голов.
Трибуналы 3-й стрелковой дивизии и 3-го конного корпуса проводили «открытые показательные процессы против врагов народа» в помещении театра «Иллюзион». На этих процессах было приговорено к расстрелу около 50 священнослужителей и сотни иных людей.
Единственной организацией, которая хоть как-то помогала приговорённым людям, был Американский Красный Крест, которому большевистское правительство не решилось запретить допуск к арестованным. Представители Красного Креста посещали концлагеря, совершали обходы, некоторых заключённых удавалось отправлять в госпиталь.
В конце декабря 1920 года феодосийский ревком принял решение об аресте буржуазии и спекулянтов, зарегистрированных биржей труда (по инициативе председателя ревкома Турчинского и Нужбина). По этой категории арестовывались даже такие незначительные предприниматели как молочница Мундель, пекарь Баранов, портной Поляков. В последующем арестованных расстреляли. По свидетельству Квашниной-Самариной, было арестовано большое количество женщин, в основном сестёр милосердия, которые содержались в отдельных помещениях. Была «вскрыта организация „зеленых“» — расстреляно 3 гимназиста и четыре гимназистки в возрасте 15—16 лет. Одновременно проводилось прямое ограбление населения, в том числе и пролетарского происхождения. На руки оставлялось от одной до трёх пар белья, по одной подушке на человека, одной паре ботинок и тому подобное (в зависимости от категории), остальное изымалось как излишки. Лучшее из реквизируемого делились между изымающими и чекистами.
Только к апрелю 1921 года расстрелы пошли на спад, чтобы вновь усилиться в мае 1921 года. Расстрелы стихли только в октябре того же года и большевики начали уничтожать следы преступлений — рвы с трупами жертв террора засыпались негашёной известью, а сверху землёй …но и в конце XX века дожди вымывали из земли человеческие кости.
Оставил воспоминания об этих днях поэт Максимилиан Волошин. Он жил в Феодосии в одном доме с «тройкой», лично общался со всеми приговаривающими к высшей мере «социальной защиты». Однажды видел в расстрельных списках собственное имя, но в тот раз ему дали разовую возможность вычеркнуть из расстрельного списка в тысячу приговорённых к расстрелу двести человек. В письме к К. В. Кандаурову от 24 апреля 1921 года он написал: 

Более страшного времени Крым не переживал. За 5 месяцев казнено 30 тысяч (сколько во всей Франции за 10 лет Французской революции!) Я всё время борюсь с террором (хотя за ходатайства казнят!), несколько десятков удалось вырвать. Несколько гарантирует то, что то же делал при Деникине и Врангеле для коммунистов. Зимой, из-за обилия доносов, уехал из Феодосии, но теперь возвращаюсь и устраиваю у себя санаторию для художников. Необходима поддержка из центра… Не раз телеграфировал Горькому и Луначарскому, посылал списки арестованных художников…

### Оценки количества жертв
По подсчётам разных исследователей в Феодосии было расстреляно от 6000 до 12 000 человек. В конце лета 1921 года в Крым, после красного террора, пришёл голод.

### Жертвы
- Бабаджан Вениамин Симович (1894 г. р.), поэт и художник, руководитель одесского издательства «Омфалос»;
- Вострокнутов, гимназист;
- Районов В. А., владелец Черноморского пароходства (?);
- Гелилович, поручик;
- Дуранте Юлий Густавович, подпоручик Феодосийского Офицерского батальона, потомственный почётный гражданин г. Феодосии, 32 года;
- Косовский, Андрей, протоиерей, настоятель Екатерининской церкви. Ходатайство о помиловании от 387 прихожан не было принято во внимание;[12]
- Кун Владимир Кириллович, полковник Гвардии, из дворян Феодосийского уезда;
- Крым (Нейман), из потомственных почётных граждан г. Феодосии, поручик Феодосийской караульной команды;
- Нечаев Яков Ульянович, выпускник Чугуевского Военного училища., служил во ВСЮР, полковник, начальник тылового участка Русской армии;
- Петров Константин Михайлович, мещанин г. Феодосии;
- Резников Никанор Кондратьевич, прапорщик, мещанин г. Феодосии;
- Русаневич Георгий Александрович, священник села Петровское[8];
- Русин, полковник;
- Сипачев Григорий Эрастович, полковник в отставке 52-го пехотного Виленского полка, земский начальник 1-го участка Перекопского уезда;
- Савускан, из мещан города Феодосии, вольноопределяющийся;
- Судакевич Юрий;
- Телехов, вольноопределяющийся;
- Теребинский Георгий Григорьевич, надворный советник, помощник Феодосийского уездного исправника;
- Теребинский, брат Г. Г. Теребинского, офицер;
- Федоренко Владимир Николаевич — учитель гимназии, преподаватель Феодосийского реального училища;
- Хорунжий Роман Антонович (1878 г.р.) — Подпоручик 666-й Полтавской бригады. В Вооружённые силы Юга России с 1919 в Славянске (Донецкая обл.), в Русской Армии до эвакуации Крыма. Расстрелян большевиками 5 дек. 1920 в Феодосии.
- Шмелёв, Сергей Иванович — прапорщик артиллерии, сын писателя Ивана Шмелёва;
- Шидловский, Константин Михайлович — бывший вице-губернатор Минский и Екатеринославский.

Данные указаны в: Бобков А. А. Красный террор в Крыму. 1920–1921 годы // Отв. ред. А. В. Терещук Белая Россия: опыт исторической ретроспекции. Материалы международной научной конференции в Севастополе. (Библиотека россиеведения. Выпуск 7) : Сборник. — Санкт-Петербург: Посев, 2002. — ISBN 5-85824-140-9.

#### Расправа с персоналом Красного Креста и медработниками
Чёрной страницей крымского красного террора является расправа с работниками общества Красного Креста, медперсоналом госпиталей и ранеными, учинённая большевистскими властями.
В Феодосии были расстреляны служащие Красного Креста:
- Борделиус, Георгий Евгеньевич, (1874—1920), уроженец Владикавказа, проживал в 36-м хирургическом госпитале Красного Креста по ул. Генуэзской;
- Ганский, Николай Михайлович (1890—1920), уроженец Херсонской губернии;
- Ухтомский, Константин Михайлович (1899—1920), уроженец Петрограда, работавший в Петроградском обществе КК на Сенной площади города;
- Филатов, Михаил Семёнович (1877—1920), уроженец Пензенской губернии;

и священнослужители госпиталей:
- Родионов, Алексей Алексеевич (1874—1920), уроженец Курской губернии;
- Толковид, Виктор Викентьевич (1867—1920), уроженец Витебской губернии.

### Палачи
В декабре 1920 года смертные приговоры выносила чрезвычайная тройка особого отдела ВЧК 13-й армии (армия была расформирована, но её особый отдел — нет) и уполномоченного «Крымской ударной группы» особых отделов Южного и Юго-Западного фронтов в составе председателя И. М. Данишевского, членов Зотова и Н. И. Добродницкого. И. С. Шмелёв, будучи свидетелем происходивших в Крыму кровавых событий зимы 1920—1921 гг., писал, что наиболее свирепыми палачами в Феодосии были Зотов и его помощник Островский, отличавшийся «особой жестокостью».
Весь состав феодосийского отдела ЧК и особого отдела 46-й дивизии, который под видом обысков грабили семьи бывших офицеров и зажиточных крестьян, по официальной формулировке «за злоупотребления», был расстрелян рядом с его жертвами выездной оперативной командой КрымЧК.

### Память
Памятный крест, посвящённый жертвам красного террора в Феодосии, был установлен 2 мая 2005 года на берегу Чёрного моря рядом с древней церковью Иверской иконы Божией Матери. Идея установки креста принадлежит В. З. Замиховскому, бывшему главному архитектору и художнику Феодосии. Установку креста поддержал депутат Федосийского городского совета и предприниматель Олег Владимирович Павлов, староста церкви во имя Иверской Божией Матери. Памятник был создан по проекту художника Пискарёва. На его открытии О. В. Павлов сказал: 

В чём же нам каяться?, ведь мы не убивали людей которым сегодня поставлен памятник и не были участниками тех ужасных событий. Конечно это так, но без осознания прошлого нет будущего. Наше покаяние, как момент Истины, как волевой акт осуждения зла. Духовный акт, причисления себя к православному народу, к Богу, которого хотели «уничтожить» в людях. Покаяние для очищения этого города от крови и террора произведенного богоборческой воинствующей атеистической бандой. Покаяние как осознание свободы человека исповедовать Истину, как осознание смертного греха убийства ради утопической идеи и деспотической власти.

## Комментарии
1. ↑  Наступление немцев было вызвано кризисом переговоров о мире между делегацией Советского правительства во главе с Троцким и Германией (см. «Брестский мир»)